# پوسو-لورنته
پسو-لرنته دهستانی در استان آلباستهٔ اسپانیا است.
در این دهستان ۵۰۲ نفر زندگی می‌کنند. مساحت این دهستان ۸۱٫۰۷ کیلومتر مربع است.